# Virginia Citizens Defense League
A Virginia Citizens Defense League (VCDL), é um grupo de defesa dos direitos das armas dos Estados Unidos. Fundada em outubro de 1994 como a Northern Virginia Citizens Defense League, tendo sido incorporada como VCDL em maio de 1998.

## Histórico e atividades
A Virginia Citizens Defense League foi descrita como estando à direita da National Rifle Association. O atual presidente da VCDL é Philip Van Cleave.
A Virginia Citizens Defense League é o grupo organizador da maniestação chamada "2020 VCDL Lobby Day".
A VCDL entrou com um processo por difamação de US$ 12 milhões contra Katie Couric e o diretor, Stephanie Soechtig, por causa das críticas ao grupo no documentário "Under The Gun", e perdeu. Em 31 de maio de 2017, a "United States District Court for the Eastern District of Virginia, Richmond Division" encerrou o caso. A decisão do Tribunal afirma: "Porque o filme não é falso ou difamatório, o Tribunal concede a moção dos réus".
A VCDL também publica a revista quadrimestral "The Defender".